# Халін (Куявсько-Поморське воєводство)
Халін (пол. Chalin) — село в Польщі, у гміні Добжинь-над-Віслою Ліпновського повіту Куявсько-Поморського воєводства.
Населення — 651 особа (2011).
У 1975-1998 роках село належало до Влоцлавського воєводства.

## Демографія
Демографічна структура станом на 31 березня 2011 року:
|          | Загалом | Допрацездатний вік | Працездатний вік | Постпрацездатний вік |
| -------- | ------- | ------------------ | ---------------- | -------------------- |
| Чоловіки | 324     | 78                 | 211              | 35                   |
| Жінки    | 327     | 60                 | 187              | 80                   |
| Разом    | 651     | 138                | 398              | 115                  |